# Jiří Procházka
Jiří Procházka (pronunciación en checo: /ˈjɪr̝iː ˈproxaːska/ (escucharⓘ); /ˈjɪrka/ (escucharⓘ), Znojmo, República Checa; 14 de octubre de 1992) es un artista marcial mixto checo que actualmente compite en la categoría de peso semipesado de Ultimate Fighting Championship (UFC), donde ha sido Campeón Mundial de Peso Semipesado de UFC. Fue el campeón inaugural de peso semipesado de Rizin FF y el campeón inaugural de peso semipesado de GCF. Actualmente está en la posición #2 del ranking de peso semipesado de UFC.

## Primeros años
Procházka nació el 14 de octubre de 1992 en un hospital en Znojmo, Checoslovaquia (ahora la República Checa), pero proviene del cercano pueblo de Hostěradice. El padre de Procházka falleció cuando él tenía 6 años. En su juventud, Procházka jugó al fútbol amateur para TJ Družstevník Hostěradice. También fue un activo practicante de BMX estilo libre y jugador de floorball.
En su adolescencia, Procházka participaba en peleas callejeras casi semanalmente, llegando a tener más de 100 enfrentamientos. Esto eventualmente lo llevó a unirse al club de hooligans asociado al equipo de fútbol local de Procházka, FC Zbrojovka Brno, donde participaba en peleas callejeras organizadas con grupos de otros equipos, incluso en enfrentamientos de 30 contra 30.
Procházka tuvo su primer encuentro con las artes marciales mixtas antes de comenzar la escuela secundaria, después de que un amigo le mostrara videos del kickboxer Ramon Dekkers y de los artistas marciales mixtos Mirko Filipovic y Fedor Emelianenko. Después de ver la película "Never Back Down", comenzó a entrenar artes marciales, en particular el boxeo tailandés (Thai boxing).

## Carrera de artes marciales mixtas

### Ultimate Fighting Championship

#### 2020
Procházka firmó un contrato con Ultimate Fighting Championship en enero de 2020. Hizo su debut contra el ex retador al título de peso semipesado de UFC, Volkan Oezdemir, el 11 de julio de 2020 en UFC 251. Ganó por nocaut en el segundo asalto y recibió el premio a la Actuación de la Noche, convirtiéndose en el primer peleador en noquear a Oezdemir.

#### 2021
Se esperaba que Procházka se enfrentara al ex dos veces retador al Campeonato de Peso Semipesado de UFC, Dominick Reyes, el 27 de febrero de 2021 en UFC Fight Night 186. Sin embargo, a finales de enero, se informó que Reyes fue retirado de la pelea, debido a una lesión, y la pelea fue reprogramada para el 1 de mayo en UFC on ESPN: Reyes vs. Procházka. Ganó la pelea por KO en el segundo asalto. Tras la victoria, Procházka recibió los premios de Actuación de la Noche y Pelea de la Noche.

#### 2022: Campeonato Mundial de Peso Semipesado de UFC
Procházka estaba programado para enfrentar a Glover Teixeira por el Campeonato Mundial de Peso Semipesado de UFC el 7 de mayo de 2022, en UFC 274. Sin embargo, la pelea fue pospuesta al 11 de junio de 2022, en UFC 275 por razones no reveladas. Procházka ganó la pelea y el título por sumisión en el quinto asalto, convirtiéndose en el primer peleador checo en ganar un campeonato de UFC. Esta pelea lo hizo merecedor del premio de Pelea de la Noche y el premio de Crypto.com "Fan Bonus of the Night" de Crypto.com en bitcoin de $20.000 por segundo lugar.
Procházka estaba programado para enfrentar a Teixeira en una revancha en UFC 282 el 10 de diciembre de 2022. Sin embargo, se anunció el 23 de noviembre de 2022 que Procházka fue forzado a retirarse de la pelea debido a una lesión en el hombro, y dejó vacante el título.

#### 2023
Procházka enfrentó a Alex Pereira por el Campeonato Vacante de Peso Semipesado de UFC el 11 de noviembre de 2023, en UFC 295. Perdió la pelea por TKO en el segundo asalto.

#### 2024
Procházka enfrentó a Aleksandar Rakić el 13 de abril de 2024, en UFC 300. Ganó la pelea por nocaut técnico en el segundo asalto. Debido a que Dana White aumentó el pago de los bonos posteriores a la pelea de $50.000 a $300.000 para el evento, esta pelea le valió un premio de Actuación de la Noche de $300.000.
Procházka enfrentó a Alex Pereira en una revancha por el Campeonato Mundial de Peso Semipesado de UFC el 29 de junio de 2024, en UFC 303. Perdió la pelea por TKO en el segundo asalto.

## Vida personal
Procházka es conocido por ser un seguidor devoto de los principios del Bushido, los valores morales samuráis y las enseñanzas y filosofía de Miyamoto Musashi, especialmente su obra "El Libro de los Cinco Anillos", que Procházka considera un libro que cambió su vida.
Es partidario del FC Zbrojovka Brno y estuvo involucrado en hooliganismo organizado en el fútbol, incluyendo peleas prearregladas, hasta que comenzó su carrera profesional en deportes de combate.
Además del checo, Procházka habla inglés de manera conversacional y ha mejorado activamente su dominio del idioma desde que se unió a la promoción. Mientras competía en UFC y Rizin FF, Procházka asistió a la Universidad Masaryk para obtener su licenciatura, especializándose en política de acondicionamiento físico para fuerzas de seguridad. También es titulado por la Academia Secundaria de Servicios de Protección local (SOŠ OOM), en la Escuela de Derecho y Seguridad de Brno (BPA).
Procházka es conocido por su frase característica "BJP" (B'e-y'e-p'e; pronunciación en checo: /bɛːjɛːpɛː/ (escucharⓘ). Es el acrónimo checo de "Bomby jak piča" (en español: "¡Bombardea a la mierda a 'Em o Bomb-'em-up") es el grito de guerra de Procházka y también el nombre de su marca de mercancía.
Su apodo, Denisa, es un nombre de niña en checo equivalente a Denise en inglés. Surgió durante un campamento de entrenamiento, cuando Procházka respondió al llamado de su entrenador hacia otra luchadora, que era una chica llamada Denisa.
Desde 2017, Procházka vive en una cabaña ubicada aproximadamente a 30 minutos fuera de su ciudad natal, Brno, cerca de un embalse. La cabaña tiene electricidad pero no conexión de gas ni agua, y obtiene su agua de un pozo. Con posterioridad el propio Jiri desmintió este extremo en una entrevista en YouTube.

## Campeonatos y logros

### Artes marciales mixtas
- Ultimate Fighting Championship
  - Campeonato Mundial de Peso Semipesado de UFC (Una vez)
  - Pelea de la Noche (Dos veces) vs. Dominick Reyes y Glover Teixeira[37][38]
  - Actuación de la Noche (Tres veces) vs. Volkan Oezdemir, Dominick Reyes y Aleksandar Rakić[39][37][27]
  - Premios a Mitad de Año 2021: Mejor Pelea de la Primera Mitad vs. Dominick Reyes[40]
  - Pelea del Año 2022 vs. Glover Teixeira[41]
  - Primer Campeón de República Checa

- Rizin Fighting Federation
  - Campeonato de Peso Semipesado de RIZIN (Inaugural)
    - Una defensa titular exitosa

  - Finalista del Grand Prix de Peso Pesado de RIZIN de 2015
- Gladiator Fighting Championship
  - Campeonato de Peso Semipesado de GFC (Inaugural)
    - Una defensa titular exitosa

- ESPN
  - Premio de MMA a Mitad de Año 2021: Mejor Finalización de la Primera Mitad del Año vs. Dominick Reyes[42]
  - Pelea del Año 2022 vs. Glover Teixeira en UFC 275[43]

- Fight Club News Awards
  - Pelea Checa del Año 2013 vs. Martin Šolc el 7 de diciembre[44]

- MMAjunkie.com
  - Nocaut del Mes de mayo 2021 vs. Dominick Reyes[45]
  - Pelea del Mes de junio de 2022 vs. Glover Teixeira en UFC 275[46]
  - Pelea del Año 2022 vs. Glover Teixeira[47]

- World MMA Awards
  - Pelea del Año 2022 vs. Glover Teixeira en UFC 275[48]

- Sherdog
  - Pelea del Año 2022 vs. Glover Teixeira en UFC 275[49]

- Cageside Press
  - Pelea del Año 2022 vs. Glover Teixeira en UFC 275[50]

- MMA Mania
  - Pelea del Año 2022 vs. Glover Teixeira[51]

- MMA Fighting
  - Pelea del Año 2022 vs. Glover Teixeira[52]

- Combat Press
  - Pelea del Año 2022 vs. Glover Teixeira[53]

- Wrestling Observer Newsletter
  - Pelea de MMA del Año 2022 vs. Glover Teixeira en UFC 275[54]

### Muay Thai
- Czech Muay Thai Association
  - Campeón de los campeonatos nacionales checos de 2011 (−86.18 kg)[55]

## Récord en artes marciales mixtas
| Récord profesional | Récord profesional | Récord profesional |
| 37 peleas          | 31 victorias       | 5 derrotas         |
| ------------------ | ------------------ | ------------------ |
| Nocaut             | 27                 | 4                  |
| Sumisión           | 3                  | 1                  |
| Decisión           | 1                  | 0                  |
| Empate             | 1                  | 1                  |

| Resultado | Récord | Oponente                  | Método                              | Evento                                       | Fecha                    | Ronda | Tiempo | Localización          | Notas |
| --------- | ------ | ------------------------- | ----------------------------------- | -------------------------------------------- | ------------------------ | ----- | ------ | --------------------- | --- |
|           |        | Khalil Rountree Jr.       |                                     | UFC 320                                      | 4 de octubre de 2025     |       |        | Las Vegas, Nevada     | |
| Victoria  | 31–5–1 | Jamahal Hill              | TKO (golpes)                        | UFC 311                                      | 18 de enero de 2025      | 3     | 3:01   | Inglewood, California | |
| Derrota   | 30–5–1 | Alex Pereira              | TKO (patada a la cabeza y golpes)   | UFC 303                                      | 29 de junio de 2024      | 2     | 0:13   | Las Vegas, Nevada     | Por el Campeonato de Peso Semipesado de UFC.                                                                      |
| Victoria  | 30–4–1 | Aleksandar Rakić          | TKO (golpes)                        | UFC 300                                      | 13 de abril de 2024      | 2     | 3:17   | Las Vegas, Nevada     | Actuación de la Noche.                                                                                            |
| Derrota   | 29–4–1 | Alex Pereira              | TKO (golpes y codazos)              | UFC 295                                      | 11 de noviembre de 2023  | 2     | 4:08   | Nueva York,Nueva York | Por el Campeonato Vacante de Peso Semipesado de UFC.                                                              |
| Victoria  | 29–3–1 | Glover Teixeira           | Sumisión (rear-naked choke)         | UFC 275                                      | 11 de junio de 2022      | 5     | 4:32   | Kallang               | Ganó el Campeonato de Peso Semipesado de UFC. Pelea de la Noche. Pelea del Año (2022). Dejado vacante por lesión. |
| Victoria  | 28–3–1 | Dominick Reyes            | KO (codazo giratorio)               | UFC on ESPN: Reyes vs. Procházka             | 1 de mayo de 2021        | 2     | 4:29   | Las Vegas, Nevada     | Actuación de la Noche. Pelea de la Noche.                                                                         |
| Victoria  | 27–3–1 | Volkan Oezdemir           | KO (puñetazo)                       | UFC 251                                      | 12 de julio de 2020      | 2     | 0:49   | Abu Dhabi             | Actuación de la Noche.                                                                                            |
| Victoria  | 26–3–1 | C.B. Dollaway             | KO (golpes)                         | Rizin 20                                     | 31 de diciembre de 2019  | 1     | 1:55   | Saitama               | Defiendió el Campeonato de Peso Semipesado de Rizin Fighting Federation.                                          |
| Victoria  | 25–3–1 | Fábio Maldonado           | KO (golpes)                         | Rizin 19: Lightweight Grand Prix 1st Round   | 12 de octubre de 2019    | 1     | 1:49   | Osaka                 | Peso pactado (100 kg).                                                                                            |
| Victoria  | 24–3–1 | Muhammed Lawal            | TKO (golpes)                        | Rizin 15                                     | 21 de abril de 2019      | 3     | 3:02   | Yokohama              | Ganó el Campeonato Inaugural de Peso Semipesado de Rizin Fighting Federation.                                     |
| Victoria  | 23–3–1 | Brandon Halsey            | TKO (golpes)                        | Rizin 14                                     | 31 de diciembre de 2018  | 1     | 6:30   | Saitama               | |
| Victoria  | 22–3–1 | Jake Heun                 | TKO (golpes)                        | Rizin 13                                     | 30 de septiembre de 2018 | 1     | 4:29   | Saitama               | |
| Victoria  | 21–3–1 | Bruno Henrique Cappelozza | KO (golpes)                         | Rizin 11                                     | 28 de julio de 2018      | 1     | 1:23   | Saitama               | |
| Victoria  | 20–3–1 | Karl Albrektsson          | TKO (golpes)                        | Rizin World Grand Prix 2017: 2nd Round       | 29 de diciembre de 2017  | 1     | 9:57   | Saitama               | |
| Victoria  | 19–3–1 | Wilian Roberto Alves      | TKO (golpes)                        | Fusion FN 16: Cage Fight                     | 29 de septiembre de 2017 | 1     | 3:41   | Brno                  | Regreso a peso semipesado.                                                                                        |
| Victoria  | 18–3–1 | Mark Tanios               | Decisión (unánime)                  | Rizin World Grand Prix 2016: 1st Round       | 25 de septiembre de 2016 | 2     | 5:00   | Saitama               | |
| Victoria  | 17–3–1 | Kazuyuki Fujita           | KO (puñetazo)                       | Rizin 1                                      | 17 de abril de 2016      | 1     | 3:18   | Nagoya                | Peso pactado (110 kg).                                                                                            |
| Derrota   | 16–3–1 | Muhammed Lawal            | KO (puñetazo)                       | Rizin World Grand Prix 2015: Part 2 - Iza    | 31 de diciembre de 2015  | 1     | 5:09   | Saitama               | Final del Grand Prix de Rizin 2015.                                                                               |
| Victoria  | 16–2–1 | Vadim Nemkov              | TKO (retiro)                        | Rizin World Grand Prix 2015: Part 2 - Iza    | 31 de diciembre de 2015  | 1     | 10:00  | Saitama               | Semifinal del Grand Prix de Rizin 2015.                                                                           |
| Victoria  | 15–2–1 | Satoshi Ishii             | KO (patada a la cabeza y rodillazo) | Rizin World Grand Prix 2015: Part 1 - Saraba | 29 de diciembre de 2015  | 1     | 1:36   | Saitama               | Debut en el peso pesado. Cuartos de final del Grand Prix de Rizin 2015.                                           |
| Victoria  | 14–2–1 | Evgeni Kondratov          | KO (puñetazo)                       | ProFC 59: Battle of Kursk 3                  | 21 de noviembre de 2015  | 1     | 4:23   | Kursk                 | |
| Victoria  | 13–2–1 | Michał Fijałka            | TKO (parada de la esquina)          | GCF 31: Cage Fight 6                         | 22 de mayo de 2015       | 1     | 5:00   | Brno                  | |
| Victoria  | 12–2–1 | Rokas Stambrauskas        | TKO (parada de la esquina)          | GCF Challenge: Back in the Fight 4           | 27 de marzo de 2015      | 1     | 5:00   | Příbram               | |
| Empate    | 11–2–1 | Mikhail Mokhnatkin        | Empate (mayoritario)                | Fight Nights: Battle of Moscow 18            | 20 de diciembre de 2014  | 3     | 5:00   | Moscú                 | |
| Victoria  | 11–2   | Darko Stošić              | TKO (golpes)                        | GCF Challenge: Cage Fight 5                  | 14 de noviembre de 2014  | 1     | 1:09   | Brno                  | |
| Victoria  | 10–2   | Tomáš Penz                | TKO (rodillazo volador y golpes)    | GCF 28: Cage Fight 4                         | 06 de junio de 2014      | 1     | 0:41   | Brno                  | Defendió el Campeonato de Peso Semipesado de GCF.                                                                 |
| Victoria  | 9–2    | Viktor Bogutzki           | Sumisión (rear-naked choke)         | GCF 27: Road to the Cage                     | 21 de marzo de 2014      | 1     | 2:17   | Praga                 | |
| Victoria  | 8–2    | Martin Šolc               | KO (rodillazo volador)              | GCF 26: Fight Night                          | 07 de diciembre de 2013  | 3     | 4:00   | Praga                 | Ganó el Campeonato Inaugural de Peso Semipesado de GCF.                                                           |
| Victoria  | 7–2    | Oliver Dohring            | TKO (golpes)                        | Rock the Cage 4                              | 12 de octubre de 2013    | 1     | N/A    | Greifswald            | |
| Derrota   | 6–2    | Abdul-Kerim Edilov        | Sumisión técnica (rear-naked choke) | Fight Nights: Battle of Moscow 12            | 20 de junio de 2013      | 1     | 1:56   | Moscú                 | |
| Victoria  | 6–1    | Radovan Estocin           | KO (rodillazo volador)              | GCF 23: MMA Cage Fight 2                     | 10 de mayo de 2013       | 1     | 0:26   | Brno                  | |
| Victoria  | 5–1    | Josef Žák                 | TKO (parada médica)                 | GCF 19: Back in the Fight 2                  | 15 de febrero de 2013    | 1     | N/A    | Příbram               | |
| Derrota   | 4–1    | Bojan Veličković          | TKO (golpes)                        | SFC 1: Balkan Fighter Night                  | 09 de diciembre de 2012  | 1     | N/A    | Belgrado              | |
| Victoria  | 4–0    | Strahinja Denić           | Sumisión (triangle choke)           | Ring Fight Brno                              | 15 de noviembre de 2012  | 1     | 2:10   | Brno                  | |
| Victoria  | 3–0    | Martin Vaniš              | TKO (golpes)                        | GCF 17: Big Cage Ostrava 2                   | 20 de octubre de 2012    | 1     | 2:48   | Ostrava               | |
| Victoria  | 2–0    | Vladimír Eis              | KO (rodillazo)                      | GCF 15: Justfight Challenger                 | 24 de agosto de 2012     | 1     | 1:02   | Karlovy Vary          | |
| Victoria  | 1–0    | Stanislav Futera          | KO (puñetazo)                       | GCF 10: Battle in the Cage                   | 07 de abril de 2012      | 1     | 0:53   | Mladá Boleslav        | Debut en peso semipesado.                                                                                         |

## Peleas en Pay-per-view
| N.º | Evento  | Pelea                  | Fecha                  | Recinto                  | Ciudad                                  | Compras de PPV |
| --- | ------- | ---------------------- | ---------------------- | ------------------------ | --------------------------------------- | -------------- |
| 1.  | UFC 275 | Teixeira vs. Procházka | 12 de junio de 2022    | Singapore Indoor Stadium | Kallang, Singapur                       | No Revelado    |
| 2.  | UFC 295 | Procházka vs. Pereira  | 1 de noviembre de 2023 | Madison Square Garden    | New York City, New York, Estados Unidos | No Revelado    |
| 3.  | UFC 303 | Pereira vs. Prochazka  | 29 de junio de 2024    | T-Mobile Arena           | Las Vegas, Nevada, Estados unidos       |                |